# Římskokatolická farnost Přerov-Předmostí
Římskokatolická farnost Přerov-Předmostí je územním společenstvím římských katolíků v rámci přerovského děkanátu Olomoucké arcidiecéze s farním kostelem svaté Maří Magdaleny.

## Historie
Přes starobylost osídlení je první písemná zmínka o obci je datována k 11. listopadu 1362. Existoval tu farní kostel, farářem byl kněz Macůrek.
Čeští bratři se usazovali v Předmostí již za Viléma z Pernštejna, v 16. století je ale přečíslili luteráni. Kostel sv. Maří Magdalény byl v té době luteránský. Evangelický předmostský farář Adolf rozpoutal roku 1571 spor s městskou radou přerovskou o pohřby českých bratří na šířavském hřbitově v Přerově. Další náboženské spory nastaly o deset let později, když předmostští odmítli faráře, dosazeného biskupem Stanislavem II. Pavlovským. Následná třicetiletá válka si vyžádala svou daň i v Předmostí. Nekatolíci se museli vystěhovat, obec sama byla 1642 vypálena Švédy. Katolický farář byl u kostela dosazen až mnoho let po válce. V roce 1657 jej měl spravovat přerovský farář Ausswitzer. Samostatný farář byl ustaven až roku 1661, kdy se jím stal Jan Alois Kornelius.

## Duchovní správci
Do června 2018 byl administrátorem excurrendo R. D. Mgr. Pavel Hofírek. S platností od července 2018 ho vystřídal R. D. Mgr. Mgr. Josef Rosenborg .

## Bohoslužby
| Kostel               | Místo     | Bohoslužba (den) | Hodina     | Poznámka     |
| -------------------- | --------- | ---------------- | ---------- | ------------ |
| svaté Maří Magdaleny | Předmostí | neděle pondělí   | 8.45 18.00 | Farní kostel |

## Aktivity farnosti
Ve farnosti se pravidelně koná tříkrálová sbírka, v roce 2017 se v Předmostí vybralo 31 077 korun.
Každoročně se farnost zapojuje do projektu Noc kostelů.